# CDPD
Les systèmes CDPD (Cellular Digital Packet Data) correspondent à une norme obsolète de téléphonie mobile. Elle utilisait la même technologie (et une partie des équipements) que les téléphones cellulaires nord-américains de 1re génération AMPS ; ils étaient utilisés pour la transmission de données. Ces réseaux mobiles ont été abandonnés aux États-unis vers 2005.